# جيريمي فيشر (مغني)
جيريمي فيشر هو مغني وكاتب أغاني وفنان الشارع كندي، ولد في 15 ديسمبر 1976 في هاميلتون في كندا.

## وصلات خارجية
- الموقع الرسمي
- جيريمي فيشر على موقع ميوزك برينز (الإنجليزية)
- جيريمي فيشر على موقع ديسكوغز (الإنجليزية)